# Aéroport Sultan Babullah
L'aéroport Sultan Babullah est l'aéroport de Ternate, la capitale de la province indonésienne des Moluques du Nord (code IATA : TTE • code OACI : WAMT). Il est nommé d'après le 24e sultan de Ternate qui en 1575, expulsa les Portugais à cause de leur interventionnisme dans les affaires de son royaume.

## Situation
| Banda Aceh Denpasar Pangkal · Pinang Tanjung · Pandan Djakarta-Soekarno-Hatta Bengkulu Solo Semarang Pangkalan · Bun Palangkaraya Sampit Palu Djakarta-Halim Perdanakusuma Samarinda Malang Surabaya Balikpapan Ende Kupang Komodo Gorontalo Jambi Bandar Lampung Ambon Tarakan Ternate Manado Gunung · Sitoli Medan Wamena Biak Merauke Timika Jayapura Pekanbaru Batam Tanjung · Pinang Bau-Bau Banjarmasin Makassar Palembang Bandung Pontianak Ketapang Bima Lombok Manokwari Sorong Padang Yogyakarta |

## Compagnies et destinations
| Compagnies                                         | Destinations                                                  |
| -------------------------------------------------- | ------------------------------------------------------------- |
| Batik Air                                          | Djakarta-S.-Hatta, Makassar-Sultan-Hasanuddin                 |
| Garuda Indonesia                                   | Djakarta-S.-Hatta                                             |
| Garuda Indonesia opéré par Explore and Explore Jet | Ambon-Pattimura, Manado-S. Ratulangi                          |
| Lion Air                                           | Djakarta-S.-Hatta                                             |
| NAM Air                                            | Ambon-Pattimura, Manado-S. Ratulangi                          |
| Sriwijaya Air                                      | Ambon-Pattimura, Makassar-Sultan-Hasanuddin, Surabaya-Juanda  |
| Wings Air                                          | Buli/Maba (en), Labuha, Manado-S. Ratulangi, Île Morotai (en) |
| XpressAir                                          | Labuha, Sanana (en)                                           |

Édité le 07/02/2018

## Émeutes d'août 2007
Le 22 août 2007, l'aéroport a été le théâtre de violentes protestations à la suite des élections du gouverneur.